# Sistema d'Emergències Mèdiques
El Sistema d'Emergències Mèdiques, conegut pel seu acrònim SEM, és l'organització del sector públic del Servei Català de la Salut adscrita al Departament de Salut de la Generalitat de Catalunya.
Va ser creat, com a prova pilot, en la Setmana Santa de 1985 com a Sistema Coordinador d'Emergències de Catalunya (SCEM). Posteriorment, uns mesos més tard, pels bons resultats obtinguts va passar a formalitzar-se de forma contínua, amb el nom actual. El 14 de desembre de 1992, el Departament de Sanitat dona una nova forma jurídica al SEM en forma d'empresa pública (SEM.SA). El 2004 el Catsalut fusiona el SEM amb el Servei Coordinador d'Urgències de Barcelona (SCUBSA, Servei Coordinador d'Urgències de Barcelona, SA) unificant la resposta en tot el territori català i és el "nou SEM" (sorgit de la fusió entre SEMSA i SCUBSA), l'encarregat de donar atenció a les urgències i emergències mèdiques a tot Catalunya.
Els colors característics de l'organització eren el groc i taronja fins a 2013 en què es va optar pel groc i vermell, unificant la imatge amb la resta de sistemes d'emergències de la Generalitat de Catalunya (Bombers i Mossos d'Esquadra). Disposa d'una plantilla de 717 treballadors directes (la majoria mèdics i infermers) i prop de 4000 subcontractats (els tècnics d'emergències -TES- i tècnics de transport sanitari -TTS- de les unitats de suport vital bàsic urgent i de transport secundari) i 224 milions d'euros de pressupost el 2012.
El SEM disposa d'una flota de 393 vehicles, entre els quals destaquen 62 ambulàncies de Suport Vital Avançat (el que comunament es deien unitats de cures intensives mòbils) més de 300 ambulàncies de suport vital bàsic i 4 helicòpters equivalents a Unitats de Suport Vital Avançat terrestre.